# The Grey
The Grey is een Amerikaanse thriller uit 2011 geregisseerd door Joe Carnahan en met Liam Neeson in de hoofdrol. De camera volgt een groep arbeiders van een olieplatform die vast komt te zitten in Alaska nadat hun vliegtuig neerstortte. Ze zijn gedwongen te overleven met weinig middelen terwijl een roedel wolven hen achternazit. De film is gebaseerd op de roman "Ghost Walker" van Ian MacKenzie Jeffers, die ook mee schreef aan het scenario, samen met Carnahan.

## Rolverdeling
- Liam Neeson als John Ottway
- Frank Grillo als John Diaz
- Dermot Mulroney als Talget
- Dallas Roberts als Pete Hendrick
- Joe Anderson als Todd Flannery
- Nonso Anozie als Burke
- James Badge Dale als Lewenden
- Jacob Blair als Cimoski
- Ben Bray als Hernandez
- Anne Openshaw als Ottways vrouw